# NGC 5434B
NGC 5434B је спирална галаксија у сазвежђу Волар која се налази на NGC листи објеката дубоког неба.
Деклинација објекта је + 9° 28' 2" а ректасцензија 14h 3m 27,1s. Привидна величина (магнитуда) објекта NGC 5434 износи 14,0 а фотографска магнитуда 14,7. NGC 5434B је још познат и под ознакама UGC 8967, MCG 2-36-24, CGCG 74-70, KCPG 410B, IRAS 14009+0942, PGC 50087.